# Bühl (Emtmannsberg)
Bühl ([byːl] ) ist ein Gemeindeteil der Gemeinde Emtmannsberg im Landkreis Bayreuth (Oberfranken, Bayern). Bühl liegt in der Gemarkung Schamelsberg.

## Geografie
Die Einöde liegt am rechten Ufer des Roten Mains und an der Ölschnitz, die dort als rechter Zufluss in den Roten Main mündet. Ein Anliegerweg führt unmittelbar östlich zur Bundesstraße 22 bei Neunkirchen am Main. Im Süden grenzt das Bühlholz mit dem Schlehenberg (524 m ü. NHN) an.

## Geschichte
Bühl gehörte zur Realgemeinde St. Johannis. Gegen Ende des 18. Jahrhunderts bestand Bühl aus einem Anwesen. Die Hochgerichtsbarkeit stand dem bayreuthischen Stadtvogteiamt Bayreuth zu. Das Amt St. Johannis war Grundherr der Sölde.
Von 1797 bis 1810 unterstand der Ort dem Justiz- und Kammeramt Bayreuth. Mit dem Ersten Gemeindeedikt wurde Bühl dem 1812 gebildeten Steuerdistrikt Emtmannsberg und der im gleichen Jahr gebildeten Ruralgemeinde Schamelsberg zugewiesen. Am 1. Oktober 1971 wurde die Gemeinde Schamelsberg nach Wolfsbach eingemeindet. Am 1. Mai 1978 wurde Bühl im Zuge der Gebietsreform in Bayern nach Emtmannsberg eingegliedert.

### Baudenkmäler
- Reste der Burg Bühl[8]
- Bogenbrücke über den Roten Main[8]

### Einwohnerentwicklung
| Jahr      | 001819 | 001822 | 001861 | 001871 | 001885 | 001900 | 001925 | 001950 | 001961 | 001970 | 001987 |
| Einwohner | 5      | 7      | 10     | 7      | 14     | 6      | 7      | 13     | 4      | 3      | 2      |
| Häuser    |        | 1      |        |        | 2      | 1      | 1      | 1      | 1      |        | 1      |
| Quelle    | [ 10 ] | [ 6 ]  | [ 11 ] | [ 12 ] | [ 13 ] | [ 14 ] | [ 15 ] | [ 16 ] | [ 17 ] | [ 18 ] | [ 1 ]  |

## Religion
Bühl ist evangelisch-lutherisch geprägt und nach St. Laurentius (Neunkirchen am Main) gepfarrt.